# Cremin

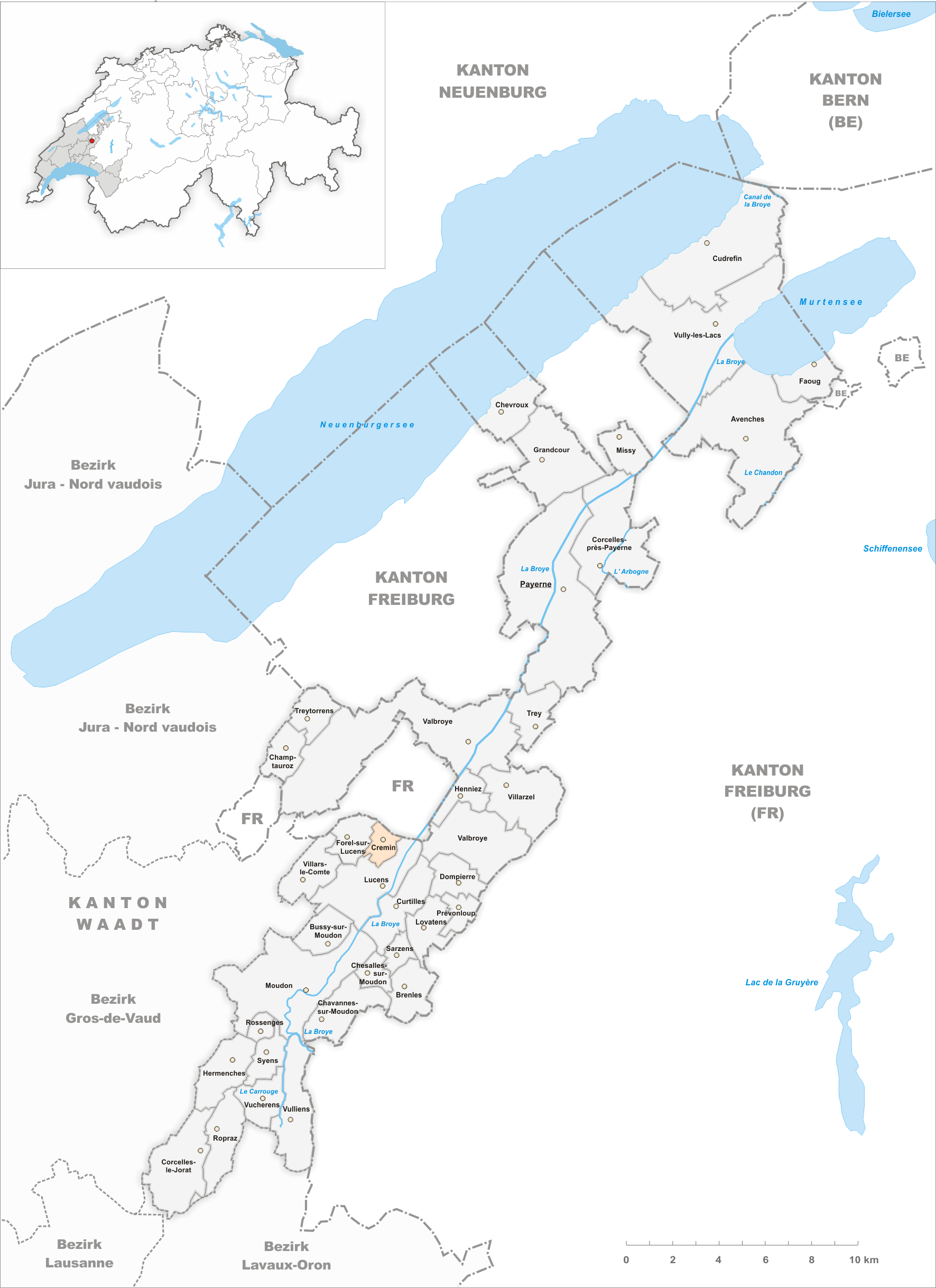
Gemeindestand vor der Fusion am 1. Januar 2017

Cremin war bis zum 31. Dezember 2016 eine politische Gemeinde im Distrikt Broye-Vully des Kantons Waadt in der Schweiz. Am 1. Januar 2017 fusionierte Cremin mit den ehemaligen Gemeinden Brenles, Chesalles-sur-Moudon, Forel-sur-Lucens und Sarzens zur neuen Gemeinde Lucens.

## Geographie
Cremin liegt auf 639 m ü. M., oberhalb von Lucens, 12,5 km südwestlich des Bezirkshauptortes Payerne (Luftlinie). Das Bauerndorf erstreckt sich auf einer Hochfläche westlich des mittleren Broyetals, im Waadtländer Mittelland.
Die Fläche des 1,6 km² grossen Gemeindegebiets umfasst einen Abschnitt des Molassehügellandes zwischen dem Tal der Mentue und dem mittleren Broyetal. Der Hauptteil des Gebiets wird von einem Hochplateau eingenommen, das auf einer durchschnittlichen Höhe von 640 m ü. M. liegt. Die Gemeindegrenze verläuft meist an der Kante über dem Steilabfall zum Broyetal (im Osten) und zum Vallon des Vaux (im Süden). Südlich des Dorfes befindet sich die Waldhöhe Forêt de l'Envuissel (656 m ü. M.). Auf dem Hügel Petit Crêt nördlich des Dorfes wird mit 670 m ü. M. der höchste Punkt von Cremin erreicht. Das ehemals moorige Gebiet Grand Marais wurde während des Zweiten Weltkrieges trockengelegt. Von der Gemeindefläche entfielen 1997 6 % auf Siedlungen, 23 % auf Wald und Gehölze, 70 % auf Landwirtschaft und etwas weniger als 1 % war unproduktives Land.
Zu Cremin gehören mehrere Einzelhöfe. Nachbargemeinden von Cremin sind Lucens und Forel-sur-Lucens im Kanton Waadt sowie Surpierre im Kanton Freiburg.

## Bevölkerung
Mit 58 Einwohnern (Stand 31. Dezember 2015) gehörte Cremin zu den kleinsten Gemeinden des Kantons Waadt. Von den Bewohnern sind 94,1 % französischsprachig und 5,9 % deutschsprachig (Stand 2000). Die Bevölkerungszahl von Cremin belief sich 1850 noch auf 101 Einwohner, 1900 auf 68 Einwohner. Danach wurde bis 1980 eine weitere Abnahme auf 45 Einwohner verzeichnet; seither hat die Bevölkerung wieder leicht zugenommen.

## Wirtschaft
Cremin lebt noch heute vorwiegend von der Landwirtschaft, insbesondere vom Ackerbau, dem Obstbau und von der Viehzucht. Ausserhalb des primären Sektors sind nur wenige Arbeitsplätze vorhanden. Ein Hofeigentümer hat sich mit dem Bau einer Swingolfanlage ein zweites Standbein im Dienstleistungsbereich geschaffen. Der stetige Bevölkerungsrückgang führte bereits 1933 zur Schliessung der Dorfschule. Aufgrund eines sehr restriktiven Zonenplans wurden bis heute keine neuen Wohnbauten erstellt.

## Verkehr
Die Gemeinde liegt abseits der grösseren Durchgangsstrassen an einer Verbindungsstrasse von Lucens nach Surpierre. Durch den Postautokurs, der von Granges-près-Marnand nach Cheiry verkehrt, ist Cremin an das Netz des öffentlichen Verkehrs angeschlossen.

## Geschichte
Die erste urkundliche Erwähnung des Ortes erfolgte 1365 unter dem Namen Cremyn. Der Ortsname leitet sich von Crêt-Mare (in der Bedeutung von crêt sur le marais, leichte Erhebung im oder am Rand eines Moores) ab, aus dem sich zuerst Cremar, danach Cremin entwickelte.
Seit seiner ersten Nennung war Cremin Teil der Schlossherrschaft von Lucens, die ihrerseits unter dem Bischof von Lausanne stand. Mit der Eroberung der Waadt durch Bern im Jahr 1536 gelangte Cremin unter die Verwaltung der Landvogtei Moudon. Nach dem Zusammenbruch des Ancien Régime gehörte das Dorf von 1798 bis 1803 während der Helvetik zum Kanton Léman, der anschliessend mit der Inkraftsetzung der Mediationsverfassung im Kanton Waadt aufging. 1798 wurde es dem Bezirk Moudon zugeteilt. Cremin gehörte früher zur Kirchgemeinde Curtilles, die mit Lucens zusammengeschlossen wurde.

## Sehenswürdigkeiten
Cremin besitzt seit 1812 einen Dorfbackofen; das Gebäude wurde 1993 letztmals restauriert.